# Museo Universal Joanneum
El Museo Universal Joanneum tiene su sede principal en Graz, la capital del Estado Federado de Estiria. El museo recibe su nombre en honor de su fundador el archiduque Juan de Habsburgo-Lorena. Se trata del museo más antiguo de Austria y el segundo más grande después del Museo de Historia del Arte de Viena.

## Historia
Fundado en 1811, fue concebido originalmente no solo como museo, sino también como una institución de enseñanza. Las amplias colecciones científicas del archiduque atrajeron a varios famosos científicos que se dedicaban a la enseñanza y a la investigación. Friedrich Mohs, por ejemplo, desarrolló la escala de dureza para minerales que fue nombrada en su honor y Franz Joseph Unger, uno de los precursores de la paleobotánica, dio clases a estudiantes en las instalaciones.
En 1864 el Joanneum fue elevado al rango de una escuela politécnica imperial y real. Posteriormente, de esta institución surgió la Universidad Técnica de Graz. Después de la separación de la escuela politécnica imperial y real del Joanneum, se decidió en 1887 unir todas las colecciones en un museo regional.
En los siguientes años las colecciones del Joanneum fueron trasladadas a un edificio denominado Lesliehof que se encontraba en la calle Raubergasse de Graz. Pero muy pronto el espacio resultó insuficiente y entre 1890 y 1895 se construyó un nuevo edificio según los diseños de August Gunoldt en estilo neobarroco, llamado “Nuevo Joanneum” en la calle Neutorgasse de Graz.
Entre 2010 y 2013 estos dos edificios, que se encuentran situados uno enfrente del otro, fueron rehabilitados y se construyó una conexión subterránea surgiendo así el barrio museístico Joanneumsviertel. En el año 2011, puntualmente para las celebraciones del bicentenario del Joanneum, se inauguraron la Nueva Galería de Graz y las colecciones multimedia. Con la inauguración del remodelado Museo de Ciencias Naturales el 15 de marzo de 2013, el proyecto que había sido subvencionado en gran parte por el gobierno regional, se dio por finalizado.

## Administración y equipo
La administración del Estado Federado de Estiria gestionó el museo durante largo tiempo. El año 2003 fue transformado en una sociedad limitada sin fines de lucro con dos gerentes a la cabeza, Peter Pakesch, director artístico y Wolfgang Muchitsch, director científico. De este modo, la administración del Museo Universal Joanneum dispone de más responsabilidad propia y autonomía en cuanto a la gestión presupuestaria y personal. El museo sigue siendo propiedad del Estado Federado, como era deseo de su fundador, el archiduque Juan de Habsburgo-Lorena. El 15 de octubre de 2015 Wolfgang Muchitsch pasó a ser el único administrador del Museo Universal Joanneum.
El Museo Universal Joanneum tiene actualmente 420 empleados y goza de una excelente reputación internacional. Cuenta con más de 4,5 millones de objetos en sus colecciones permanentes que forman la base de las diferentes exposiciones y actividades. Además, el museo ofrece a los visitantes un programa de gran variedad cultural y científica. Rica en tradición, la institución sigue fiel a los objetivos de su fundador mediante la adquisición y la conservación de sus colecciones, la investigación y divulgación para seguir presentando en el futuro una visión global de la naturaleza, de la historia, del arte y de la cultura de Estiria en un contexto internacional.

## Arquitectura
Las colecciones y los objetos de exposición se ubican actualmente tanto en edificios históricos como modernos, todos ellos de gran valor arquitectónico. Entre los edificios históricos se encuentran palacios, monasterios y, en Graz, el edificio conocido como Landeszeughaus, la armería histórica más grande del mundo. En el complejo museístico del Museo Universal Joanneum también destacan ejemplos de la arquitectura moderna como el edificio de exposiciones de arte moderno Kunsthaus Graz (2003), el museo romano de Flavia Solva (2004), y el nuevo museo arqueológico (2009), situado en los jardines del Castillo Eggenberg.
En 2006 el estudio madrileño de arquitectura Nieto Sobejano Arquitectos ganó junto con el estudio de arquitectura de Graz eep architekten, el concurso para la realización del nuevo centro de visitantes que se construyó debajo de los edificios situados en Neutorgasse y Raubergasse y se inauguró en 2011.

## Colecciones y sitios en Graz

### Armería de Estiria (Landeszeughaus)
La armería de Graz está considerada la armería histórica más grande del mundo. Fue construida entre 1642 y 1644 por Antonio Solar por encargo de las cortes de Estiria. Hasta el siglo XVIII era el depósito de armas más importante del sudeste del imperio austriaco. La armería fue clausurada por la emperatriz María Teresa pero fue conservada como “monumento histórico nacional”. Desde 1892 la armería forma parte del Joanneum y transmite el ambiente de un auténtico arsenal del siglo XVII. La colección reúne unas 32.000 piezas, entre ellas armaduras, cotas de malla, cascos y otro tipo de material militar.

### El barrio museístico Joanneumsviertel

#### Nueva Galería
En 1811 se fundó una galería que en 1941 fue dividida en una Antigua y una Nueva Galería. La Nueva Galería se quedó con las colecciones de los siglos XIX y XX, convirtiéndose en un museo propio. Hoy en día cuenta con una colección de unas 40.000 obras de arte gráfico, una colección de fotografía y una colección de películas y videos. Se muestra tanto arte contemporáneo austríaco e internacional, como obras de los siglos XIX y XX en exposiciones especiales. Desde 2011 la Nueva Galería se encuentra en las salas del Nuevo Joanneum en el remodelado barrio museístico Joanneumsviertel. Junto a la exposición permanente se pueden visitar exposiciones temporales así como el llamado “Bruseum”, un museo con obras del artista austriaco Günter Brus.

#### Museo de Ciencias Naturales
En 2013 se inauguró el renovado Museo de Ciencias Naturales en las salas del Antiguo Joanneum en el barrio museístico Joannaneumsviertel. La exposición permanente muestra temas escogidos en torno a la diversidad de la naturaleza mediante una moderna presentación. Se pueden ver objetos de todas las colecciones científicas del Museo Universal Joanneum (botánica, geología y paleontología, mineralogía y zoología). Las exposiciones especiales permiten un análisis más profundo de temas diversos.

#### Colecciones multimedia
Las colecciones multimedia (anteriormente archivo fotográfico y archivo de sonido) fueron fundadas en el año 1960, no solamente con el fin de coleccionar material fotográfico, cinematográfico y soportes de sonido relevantes para Estiria, sino también para inventariarlos, prepararlos con fines científicos y pedagógicos y ponerlos al alcance del público. Entretanto, la colección la constituyen más de 2,5 millones de fotos, innumerables soportes de sonido y miles de películas. Además documenta la evolución del Estado Federado de Estiria, empezando con las primeras fotografías que se tomaron. Las colecciones multimedia están ubicadas en el barrio museístico Joanneumsviertel desde 2011.

### Centro de Ciencias Naturales
Desde 2009, las colecciones científicas sobre botánica, geología & paleontología, mineralogía y zoología se encuentran en el Centro de Ciencias Naturales, donde se realizan investigaciones y se lleva a cabo el mantenimiento de los objetos expuestos. En este centro de investigación también se realizan conferencias y seminarios, mientras que en el Museo de Ciencias Naturales, que forma parte del barrio museístico Joanneumsviertel, solo se exponen las colecciones.

#### Botánica
El herbario cuenta con más de medio millón de plantas conservadas mediante diferentes métodos: helechos, fanerógamas, hongos y musgos. No solo es un extenso muestrario de la vegetación de Estiria, sino que también sirve como base para investigaciones científicas. Además, una exposición adicional de frutos, semillas, modelos de diferentes frutas y una xiloteca (colección de maderas), completa la colección botánica.

#### Geología y paleontología
En esta sección del Centro de Ciencias Naturales se pueden conocer 500 millones de años de la historia de Estiria: los restos petrificados de seres vivos de otras épocas nos hablan de eras glaciales, mares tropicales, selvas y terrenos pantanosos. Entre las piezas de la exposición más importantes se encuentran: un elefante y un oso prehistórico, un ciervo gigante y diferentes muestras de corales, conchas y peces.
Desde 1998, el departamento de geología y paleontología organiza excavaciones de fósiles con escuelas.

#### Mineralogía
La exposición mineralógica procede de la colección privada del archiduque Juan de Habsburgo-Lorena, que poseía varios miles de minerales. Hoy la colección del Centro de Ciencias Naturales abarca aproximadamente 80.000 minerales tanto de Estiria como de otras regiones del mundo. Friedrich Mohs investigó en el departamento de mineralogía y allí inventó la escala que hoy lleva su nombre y que sirve para clasificar los minerales según su dureza y que todavía se utiliza. Mohs fue el primer conservador del Museo Universal Joanneum.

#### Zoología
La colección incluye alrededor de 850.000 objetos y reúne las especies típicas de los respectivos biotopos. Los vertebrados ocupan proporcionalmente la mayor parte. Ejemplos de otras regiones, desde las costas marítimas hasta la fauna primitiva australiana, completan la colección. Los temas centrales de las colecciones científicas son, entre otros, los insectos y los moluscos en la familia de los invertebrados y los esqueletos y huevos de aves en los vertebrados.

### Kunsthaus Graz
Kunsthaus Graz, es un lugar de encuentro directo con el arte, que surge del compromiso entre el gobierno regional y el municipio de Graz dentro del marco del Museo Universal Joanneum. Es un museo de arte contemporáneo internacional que en sus exposiciones temporales muestra tendencias internacionales, pero encuadrándolas dentro de un contexto nacional y regional. Kunsthaus Graz está comprometida con la libertad del arte. Su programa es independiente y discursivo, y está abierto a todas las personas de una sociedad en cambio. Kunsthaus Graz abrió sus puertas en 2003 culminando arquitectónicamente el año durante el cual Graz fue capital europea de la cultura. Años después, este edificio conocido bajo el sobrenombre de „Friendly Alien“, con una arquitectura biomórfica diseñada por Peter Cook y Colin Fournier, no solo se ha convertido en un polo de atracción para las personas amantes del arte y de la cultura, sino también en un elemento esencial de la identidad urbanística de Graz.
Es un centro de exposiciones de arte contemporáneo en el que se muestran el arte austríaco e internacional desde 1960. La fachada comunicativa BIX (la denominación BIX surge de la simbiosis de las palabras inglesas “big” y “pixel”) de Kunsthaus Graz, concebida por los diseñadores berlineses “realities:united”, representa una fusión única de la arquitectura y los medios de comunicación. Al igual que una pantalla urbana sirve como instrumento para la comunicación artística.

### Colección de Historia Cultural en el museo “Museum im Palais”
La Colección de Historia Cultural incluye alrededor de 35.000 objetos desde la Edad Media hasta la actualidad que son testimonio de la historia de Estiria y muestran cómo eran las viviendas de la aristocracia y de la burguesía: objetos artesanos hechos de metal, madera, marfil, cerámica, vidrio y textiles, así como una colección de elementos de hierro forjado, una colección de trajes y una colección de instrumentos musicales. Entre los objetos más importantes se encuentran la corona ducal de Estiria, la carroza del emperador Federico III de Habsburgo y un escudo de armas en piedra que proceden del antiguo castillo de Graz. Desde 2011, la colección de historia cultural se presenta como exposición permanente en la calle Sackstraße de Graz. La exposición además se completa y profundiza con exhibiciones temporales de diferentes temas.

### Castillo Eggenberg
El Castillo Eggenberg rodeado de un extenso y pintoresco jardín, es el complejo palaciego más importante de Estiria. Siguiendo el ejemplo de El Escorial, es un impresionante edificio representativo y a la vez una compleja alegoría del universo que ofrece al visitante un magnífico conjunto de interiores históricos. Sus 24 suntuosas salas, con las características originales de los siglos XVII y XVIII, cuentan entre los interiores históricos más importantes de Austria. La más destacada de estas salas es la sala planetaria, terminada en 1685, que debe su nombre al ciclo de pinturas del pintor de la corte Hans Adam Weissenkircher. Las complejas pinturas de la sala planetaria combinan ideas astrológicas y herméticas, el simbolismo numérico y la mitología familiar que hacen honor a la familia Eggenberg convirtiéndola en una de las salas más impresionantes del barroco temprano en Europa Central.

#### Galería Antigua
La colección de la Galería Antigua incluye obras maestras del arte europeo, desde la Edad Media hasta finales del siglo XVIII. La exposición permanente está organizada de una forma innovadora. No está ordenada por orden cronológico, sino por temas. De esta manera, las obras expuestas, entre las que se encuentran algunas de Lucas Cranach el Viejo, Pieter Brueghel el Joven o Martin Johann Schmidt, así como obras medievales eminentes como la Virgen de Admont, invitan a pasear por las distintas épocas. Además de la exposición permanente, la Antigua Galería ofrece otras exposiciones especiales de temas tan diversos como “Aguafuertes de Rembrandt” o la exposición denominada “Con pinceladas atrevidas: bocetos barrocos al óleo de la Galería Antigua”. Con cita previa se puede visitar el gabinete de grabados al cobre de la Galería Antigua, en el que se pueden contemplar asimismo dibujos a mano y grabados desde 1500 hasta finales del siglo XVIII. Entre otras, se encuentran obras de Rembrandt, Alberto Durero y Giovanni Battista Piranesi.

#### Gabinete Numismático
El gabinete numismático también tiene su origen en la colección privada del archiduque Juan de Habsburgo-Lorena y con más de 70.000 objetos es el segundo gabinete numismático más grande de Austria. Los objetos más notables son monedas de la época romana encontradas en Estiria, peniques medievales de Friesach y Graz, así como monedas y medallas provenientes de las fábricas de monedas austríacas de Graz, Klagenfurt y St. Veit, y de otras regiones del imperio austro-húngaro. La exposición permanente del museo se encuentra en la parte más antigua del Castillo Eggenberg.

#### Museo Arqueológico
En el museo arqueológico se exponen más de 1200 objetos de mundos pasados sobre temas eternos de la existencia humana. Es la segunda colección arqueológica más grande de Austria y abarca tanto testimonios de la existencia humana de la “prehistoria de Estiria” como hallazgos de la Antigüedad clásica, del Antiguo Oriente y de Egipto. El objeto más importante del museo y, por ello una atracción única en todo el mundo, es el conocido como “Kultwagen von Strettweg”, una ofrenda funeraria de la cultura de Hallstatt. También hay un lapidario con una de las colecciones más importantes de los Alpes orientales que muestra lápidas, monumentos y medallones funerarios y otras esculturas, suelos de mosaico, así como la magnífica estela funeraria de Cancio.
El museo romano de Flavia Solva está estrechamente relacionado con el museo arqueológico. Está ubicado en Wagna, un pueblo al sur de Estiria, lugar donde se encontraron los hallazgos romanos más importantes de Estiria. En este museo se proporcionan informaciones de gran interés sobre la vida cotidiana, el culto a los dioses y a los muertos en la ciudad más cultivada de la provincia romana de Noricum.

### Museo de Cultura Popular
El Museo de Cultura Popular aloja la colección más antigua y amplia de cultura popular de Estiria, presentando la cultura y el modo de vida en Estiria durante la época preindustrial mediante un nuevo concepto y tratando temas como la vivienda, la vestimenta y el culto. También presenta las relaciones sociales y culturales entre los seres humanos y los objetos que nos han legado. Las salas que más interés ofrece a los visitantes de la colección son una recreación de una cocina tradicional en una casa campesina y una sala donde se pueden ver los trajes regionales.

## Colecciones y sitios fuera de Graz

### Museo de Caza y Museo de Agricultura
En el palacio de Stainz, en el oeste de Estiria, se albergan dos museos del Museo Universal Joanneum:
El Museo de Caza presenta el concepto de la caza como un fenómeno histórico, sociológico y filosófico-étnico, asimismo muestra las relaciones que existen entre la caza, la ecología de animales salvajes y la naturaleza.
Los objetos de la exposición - entre otros trofeos barrocos, armas con una historia única, pinturas y objetos artísticos - contribuyen a mostrar el desarrollo de la caza desde la Edad de Piedra y la época romana hasta la Edad Moderna.
El Museo de Agricultura se remite a las avanzadas ideas del archiduque Juan de Habsburgo-Lorena que en el año 1840 adquirió la propiedad en Stainz. La exposición se enfoca en el trabajo de los campesinos antes de la industrialización y muestra también los utensilios y la documentación fotográfica en los ámbitos de la agricultura y la ganadería.
El mobiliario original de los siglos XVII y XVIII nos da una idea de los diferentes aspectos de la vida campesina en Estiria. En el recinto exterior se puede apreciar la diversidad del ámbito de trabajo agrícola con una fosa para preparar coles, una herrería, un jardín para las plantas medicinales y aromáticas, un huerto frutal y un campo para experimentar.

### El castillo de Trautenfels
Al pie de la montaña Grimming se encuentra el castillo de Trautenfels, que cuenta con 1000 objetos expuestos sobre la historia cultural y natural de las regiones de Ennstal y Ausseerland. Los visitantes también pueden ver la lujosa sala de mármol y las suntuosas salas de ceremonias del castillo.

### Parque de esculturas de Austria
Este parque de siete hectáreas se encuentra al sur de Graz. Desde su inauguración el año 2003, se pueden apreciar más de 60 esculturas escondidas entre las colinas de rosales, estanques de loto y laberintos. Los visitantes pueden admirar esculturas contemporáneas y artes plásticas de artistas austriacos, pero también de artistas internacionales. Al mismo tiempo se puede disfrutar del sinuoso jardín del arquitecto paisajista suizo Dieter Kienast.

### Casa natal del escritor Rosegger en Alpl y museo de Rosegger en Krieglach
El poeta Peter Rosegger se inspiró en varias ocasiones en los recuerdos de su infancia en Alpl. Su casa natal recuerda la vida modesta de los campesinos que vivían en las montañas.
La exposición ubicada en la casa de campo de Peter Rosegger en Krieglach, muestra importantes períodos de su vida y de su trayectoria literaria. Además, esta exposición permite a los visitantes conocer el estilo de vida privada del autor. Su cuarto de trabajo y la habitación donde murió se conservan en su estado original.